# Copala, Guerrero
Copala är en ort i Mexiko.   Den ligger i kommunen Copala och delstaten Guerrero, i den södra delen av landet, 300 km söder om huvudstaden Mexico City. Copala ligger 49 meter över havet och antalet invånare är 6 875.
Terrängen runt Copala är huvudsakligen platt, men norrut är den kuperad. Runt Copala är det ganska tätbefolkat, med 54 invånare per kvadratkilometer. Copala är det största samhället i trakten. Omgivningarna runt Copala är en mosaik av jordbruksmark och naturlig växtlighet.